# Nazionale maschile di calcio dell'Islanda
La nazionale di calcio dell'Islanda (in islandese Karlalandslið Íslands í knattspyrnu) è la squadra di calcio che rappresenta l'Islanda ed è posta sotto l'egida della Federazione calcistica dell'Islanda. Rappresenta il paese in tutte le competizioni internazionali dal 1946.
La squadra ha ottenuto i primi risultati di rilievo nella seconda metà degli anni duemiladieci. Conseguì la sua prima qualificazione al campionato europeo in vista di Francia 2016, dove raggiunse i quarti di finale. Qualificatasi per la prima volta al campionato mondiale in occasione di Russia 2018, fu eliminata al primo turno della rassegna. È lo stato meno popoloso al mondo la cui nazionale si sia qualificata alla fase finale della massima competizione calcistica per nazionali.
La sua migliore posizione nella classifica mondiale della FIFA per nazionali è il 19º posto, raggiunto nel luglio 2017, mentre la peggiore è il 131º posto, toccato a giugno 2012. Si trova al 73º posto della graduatoria.

## Storia

### Dagli esordi agli anni duemila
Il calcio arrivò in Islanda negli anni '10, quando l'isola era ancora sotto il controllo della Danimarca. Nel 1912 fu istituito un primo campionato nazionale.
Una selezione islandese non ufficiale fu costituita nel 1930 e il 29 luglio dello stesso affrontò le Isole Fær Øer, un altro territorio del Regno di Danimarca, battendole per 1-0 in amichevole. La partita non è ritenuta ufficiale perché entrambe le squadre e federazioni non erano affiliate alla FIFA. Dall'indipendenza dell'Islanda dalla Danimarca, proclamata il 17 giugno 1944, il calcio nazionale trasse subito vantaggio, poiché la prima partita ufficiale della selezione islandese ebbe luogo il 17 luglio 1946: al Melavöllur di Reykjavík gli islandesi furono sconfitti dalla Danimarca per 3-0. In quella circostanza la nazionale islandese schierò: Hermannsson; Gíslason, K. Guðmundsson, Brynjólfsson, Ólafsson, Óskarsson; Jónasson, A. Guðmundsson; Einarsson, Helgason, Sölvason.
Il 26 marzo 1947 fu fondata la Federazione calcistica islandese (Knattspyrnusamband Íslands, acronimo KSI), che successivamente ottenne l'affiliazione alla FIFA. Sempre nel 1947 Albert Guðmundsson divenne il primo calciatore islandese a giocare a calcio a livello professionistico, dopo aver firmato per il Nancy. Il 24 luglio dello stesso anno Guðmundsson divenne il primo marcatore nella storia della sua nazionale, realizzando una doppietta nella partita persa per 2-4 contro la Norvegia. Questa partita coincise con l'esordio di Ríkharður Jónsson, diciottenne, che iniziò la sua lunga e prolifica carriera internazionale. Fu lui che il 2 luglio 1948 assicurò la prima vittoria all'Islanda, grazie a una doppietta contro la Finlandia.
Il 29 giugno 1951, alla sua quinta partita ufficiale (quasi due anni dopo la quarta e la sconfitta contro la Danimarca), l'Islanda affrontò la Svezia. A quel tempo gli svedesi avevano giocatori formidabili, che avevano vinto il torneo di calcio dell'Olimpiade di Londra del 1948 e si erano classificati terzi al campionato del mondo 1950. Per quanto riguarda l'Islanda, per la prima volta la rappresentativa era allenata da un islandese, Óli B. Jónsson (che stava svolgendo il primo dei suoi tre mandati), nazionale islandese per un breve periodo e fratello minore di Sigurjón, uno dei pionieri del 1930. Pur mandando in campo una selezione inesperta, la squadra dell'isola riuscì nell'impresa di vincere questa partita per 4-3. L'eroe della gara fu proprio Ríkharður Jónsson, autore di quattro reti. Ci sarebbero voluti quasi cinquant'anni e una partita del campionato nordico del 2000 per vedere un'altra vittoria dell'Islanda sulla Svezia.
Nel 1951 l'Úrvalsdeild, la massima divisione calcistica islandese, incoronò per la prima volta campione un club di una città diversa da Reykjavik, l'ÍA. Guidato dai suoi cannonieri, i nazionali Ríkharður Jónsson e Þórður Þórðarson, il giovane club pose fine all'egemonia della capitale e si apprestò a costituire la spina dorsale della nazionale per il decennio a venire. L'ÍA, infatti, fornì alla nazionale islandese un nutrito contingente di giocatori, tanto che durante una partita contro la Norvegia, nel 1954, ben sette titolari della rappresentativa islandese giocarono per il club di Akranes. Durante questa partita il capitano Karl Guðmundsson disputò la sua decima e ultima partita con la selezione, prima di iniziare la sua lunga carriera da allenatore. La fascia di capitano passò naturalmente a Ríkharður Jónsson. Erano, ancora una volta, sette i giocatori dell'ÍA nella squadra che sfidò gli Stati Uniti nell'agosto del 1955, in occasione del primo confronto contro una nazionale extraeuropea (partita vinta dagli islandesi per 3-2). Erano ben nove, un anno dopo, i giocatori dell'ÍA che affrontarono la nazionale dilettanti dell'Inghilterra, che vinse contro gli islandesi per 3-2.
La partita contro gli inglesi fu la quindicesima per la selezione islandese, dopo dieci anni di esistenza. Il bilancio era a quel punto di 4 vittorie e 11 sconfitte, 23 gol fatti e 43 gol subiti.
Per i primi vent'anni anni di esistenza della Federazione calcistica islandese la nazionale non partecipò ad alcuna qualificazione, né al campionato del mondo né al campionato d'Europa. La sedicesima partita dell'Islanda fu quella del turno preliminare del campionato del mondo 1958. Alla sua prima partecipazione in una competizione ufficiale, il 2 giugno 1957, allo stadio Marcel-Saupin (all'epoca stadio Malakoff), la squadra fu sconfitta per 8-0 dalla Francia di Albert Batteux, con doppiette di Jean Vincent e Roger Piantoni. L'esordio nelle competizioni UEFA fu dunque traumatico e il momento si confermò difficile tre giorni più tardi, stante una nuova netta sconfitta per 8-3 contro la terza componente del girone, il Belgio, allo stadio Heysel (doppiette di Rik Coppens, Victor Mees, Richard Orlans e RÞórður Þórðarson).
Le partite di ritorno si disputarono a Reykjavík tre mesi dopo, al Laugardalsvöllur, il nuovissimo stadio nazionale. Inaugurato l'8 luglio 1957 in occasione di una partita persa contro la Norvegia, sostituì il vecchio Melavöllur, che sarebbe poi stato utilizzato esclusivamente per diverse partite di squadre di club. Nel nuovo impianto gli isolani subirono due nuove e sonore battute d'arresto: 1-5 contro la Francia e 2-5 contro il Belgio. L'Islanda chiuse all'ultimo posto del proprio gruppo, mai vincente, con un passivo di 26 gol. 
Con l'eccezione del campionato d'Europa 1964 l'Islanda non provò altre qualificazioni ai tornei maggiori. Solo dal 1974 la squadra ha preso parte a tutte le successive eliminatorie, senza tuttavia successo per numerosi anni. 
Nel 1959 la nazionale olimpica islandese partecipò al torneo di qualificazione per i Giochi olimpici di Roma 1960, dove l'Islanda affrontò Danimarca e Norvegia. Schierando sette giocatori del KR al calcio d'inizio, l'Islanda perse per 2-4 la prima partita con i danesi (Þórólfur Beck segnò un gol all'esordio in nazionale), poi, grazie a un gol nel finale di Ríkharður Jónsson, vinse per 1-0 contro la Norvegia, davanti a 11.000 spettatori accorsi al Laugardalsvöllur. Fu la prima vittoria in quattro anni per gli islandesi allenati da Karl Guðmundsson, che chiusero il torneo con un pareggio contro la Danimarca e una sconfitta contro la Norvegia, che li collocò al secondo posto del girone.
Non qualificatasi alla prima edizione del campionato europeo, nel 1960 l'Islanda giocò solo partite amichevoli, tutte perse ad eccezione della vittoria per 4-3 contro i dilettanti dei Paesi Bassi. Nel 1962 gli islandesi presero parte alle qualificazioni per il campionato d'Europa 1964; fu questa la seconda partecipazioni della nazionale isolana alle qualificazioni mondiali. L'Islanda si trovò a fronteggiare l'Irlanda, i cui giocatori militavano tutti nel campionato inglese. Dopo una sconfitta per 4-2 al Dalymount Park di Dublino l'Islanda fu eliminata pareggiando per 1-1 a Reykjavik. Sarebbero trascorsi altri dieci anni prima che l'Islanda partecipasse nuovamente alle qualificazioni di un campionato europeo o mondiale.
Al termine delle qualificazioni al campionato d'Europa del 1964, gli islandesi continuano comunque con altre partite ad alto rischio attraverso il torneo di qualificazione per i Giochi olimpici di Tokyo 1964. Nel settembre 1963, contro la nazionale olimpica del Regno Unito, l'Islanda fu sconfitta in casa per 6-0 all'andata, poi per 4-0 al ritorno: fu una grande delusioni dopo i progressi mostrati nel 1962 contro l'Irlanda. Tra gli otto giocatori KR che iniziarono la partita c'erano tre fratelli, Hörður, Bjarni e Gunnar Felixson, il che rappresenta un record per la nazionale islandese. Negli anni successivi, mentre avvenne la prima partecipazione di un club islandese alla Coppa dei Campioni (fu il KR di Karl Guðmundsson a farlo, nella Coppa dei Campioni 1964-1965), la selezione disputò solo partite amichevoli. Il 10 agosto 1964 l'Islanda affrontò le Bermuda nella prima partita ufficiale della selezione nordamericana. Due doppiette di Ellert Schram e di Þórólfur Beck assicurarono la vittoria all'Islanda con il risultato di 4-3.
Con l'eccezione del campionato d'Europa 1964 l'Islanda non partecipò ad altre qualificazioni ai tornei maggiori fino al 1974, anno a partire dal quale ha preso parte a tutte le successive eliminatorie, senza tuttavia successo per numerosi anni.
A metà degli anni '60 i giocatori più anziani i ritirarono gradualmente: prima Sveinn Teitsson, che si fermò a 23 presenze nel 1964 dopo una sconfitta contro la Finlandia, poi, nell'agosto 1965, dopo un pareggio senza reti contro l'Irlanda, anche Helgi Daníelsson e soprattutto Ríkharður Jónsson conclusero la propria carriera in nazionale. Presenti rispettivamente dal 1953 e dal 1947, avevano svolto ruoli chiave nella storia della selezione islandese, risultando i due giocatori con più presenze (rispettivamente 25 e 33) in nazionale sino a quel momento. Ríkharður era anche il capocannoniere della sua squadra con 17 gol, record che sarebbe stato battuto solo nel 2007 da Eiður Guðjohnsen. Árni Njálsson ereditò la fascia, vestita nelle sue ultime quattro presenze, e si ritirò nel 1967, dopo 21 presenze. Nelle ultime partite giocate sfidò la Spagna olimpica in un doppio confronto di qualificazione per i Giochi olimpici di Città del Messico 1968. L'Islanda fu sconfitta per 6-4 nelle due partite.
Priva dei calciatori più esperti, ritiratisi, e dell'allenatore Karl Guðmundsson, sostituito da Reynir Karlsson, il 23 agosto 1967 l'Islanda subì la sua sconfitta più larga di sempre, perdendo per 14-2 a Copenaghen contro la Danimarca, che giocava la trecentesima partita. Il risultato fu deciso dalle triplette di Finn Laudrup, Ulrik Le Fèvre e Kresten Bjerre, mentre sul fronte islandese, in assenza di Ellert Schram e Þórólfur Beck, i giocatori con più presenze in nazionale (rispettivamente 11 e 9), il giovane difensore Guðni Kjartansson mise a referto la sua seconda presenza. L'anno successivo il presidente della KSI Björgvin Schram lasciò il proprio incarico dopo quattordici anni di servizio. Gli successe un altro ex giocatore, Albert Guðmundsson. Nel 1969, dopo ventuno anni di esistenza, la selezione islandese giocò la sua cinquantesima partita, una nuova gara contro le Bermuda, e vinsero per 2-1. Agli ordini del nuovo allenatore Ríkharður Jónsson gli isolani segnarono con Ellert Schram e un nuovo arrivato nella selezione, Matthías Hallgrímsson, il nuovo cannoniere dell'ÍA, che sperava di seguire le orme del suo allenatore. Poche settimane dopo Þórólfur Beck disputò la sua ventesima e ultima partita con la maglia dell'Islanda, prima del ritiro forzato dall'attività agonistica all'età di 29 anni, a causa della sua salute mentale che cominciava a peggiorare.
Un anno dopo, mentre l'Islanda batteva la Norvegia grazie alla doppietta di Hermann Gunnarsson, fu il capitano Ellert Schram a ritirarsi, segnando definitivamente la fine dell'epoca d'oro del KR.
Nel 1971, in occasione del torneo preolimpico, per affrontare la nazionale olimpica francese, la nazionale islandese presentò una composizione eterogenea, nel senso che i nazionali provenivano da tutti i club del campionato locale. Nella rosa figuravano il difensore dell'IBK Keflavik Guðni Kjartansson, quello del Fram Jóhannes Atlason e il centrocampista del Fram Ásgeir Elíasson, accompagnati dal centrocampista dell'ÍA Eyleifur Hafsteinsson e dall'attaccante dell'ÍA Matthías Hallgrímsson, oltre a due giocatori del Valur, Jóhannes Eðvaldsson e Ingi Björn Albertsson, figlio di Albert Guðmundsson. Con sole due vittorie a referto dal 1965 (contro Bermuda e Norvegia) e nonostante un forte aumento del numero di partite giocate ogni anno, l'Islanda offrì una prestazione onorevole contro la Francia di Gaston Barreau, nella quale spiccava Pierre Mankowski. L'andata a Reykjavík terminò con un pareggio senza reti, ma il Morgunblaðið rese comunque omaggio alla prestazione di Ásgeir Elíasson e alla costante voglia di costruire di Eyleifur Hafsteinsson. La partita di ritorno si disputò in uno stadio Jean-Bouin quasi vuoto e vide la Francia vincere per 1-0. Il portiere Þorbergur Atlason (che giocava nel Fram insieme al fratello) offrì una prestazione superba, permettendo alla sua nazionale di ottenere questo risultato alquanto lusinghiero. L'Islanda venne comunque eliminata e confermò l'incapacità di vincere le partite con un'alta posta in gioco.
Due mesi dopo gli isolani affrontarono per la prima volta una squadra asiatica, il Giappone. I giapponesi vinsero per 2-0 grazie alla doppietta di Ryuichi Sugiyama, suscitando sgomento nella stampa islandese. Il quotidiano Timinn parlò addirittura di "pura catastrofe" per descrivere il gioco dell'Islanda. Al termine di questa partita l'allenatore Ríkharður Jónsson si ritirò, ponendo fine ad una lunga carriera.
Nel 1994 la squadra raggiunse un primo traguardo, raggiungendo il 37º posto nella classifica mondiale della FIFA.
Tra i più eclatanti risultati precedenti agli anni 2000 ricordiamo una vittoria contro la Germania Ovest per 2-1 nel 1975 e due contro la Norvegia nel 1988.
Il 24 aprile 1996 Eiður Guðjohnsen debuttò in nazionale sostituendo il padre Arnór nel secondo tempo di un'amichevole tra Islanda ed Estonia, entrando nella storia del calcio dato che mai prima di allora un padre e un figlio avevano giocato entrambi in una partita internazionale.

### Gli anni duemila e gli investimenti sul calcio
Le cose migliorano durante le qualificazioni al campionato europeo del 2000. Gli islandesi, con Guðjón Þórðarson, raggiungono il quarto posto nel girone a sei squadre, con 15 punti (cinque in meno rispetto all'Ucraina, che può partecipare ai play-off): un successo rispetto agli scarsi risultati ottenuti in precedenza. Da ricordare il pareggio strappato alla Francia, allora campione del mondo, e la vittoria sulla Russia per 1 a 0.
Fu dopo quella campagna che il governo islandese puntò sullo sport ed in particolare il calcio per combattere il dilagante alcolismo e tabagismo che imperversava tra le fasce giovani della popolazione: si puntò alla costruzione di vari campi da calcio, in particolare indoor per ovviare il problema del clima inclemente al di fuori dei periodi estivi, si incoraggiò la pratica tra i giovani e si attuò ed organizzò dei corsi di formazione per allenatori e dirigenti.

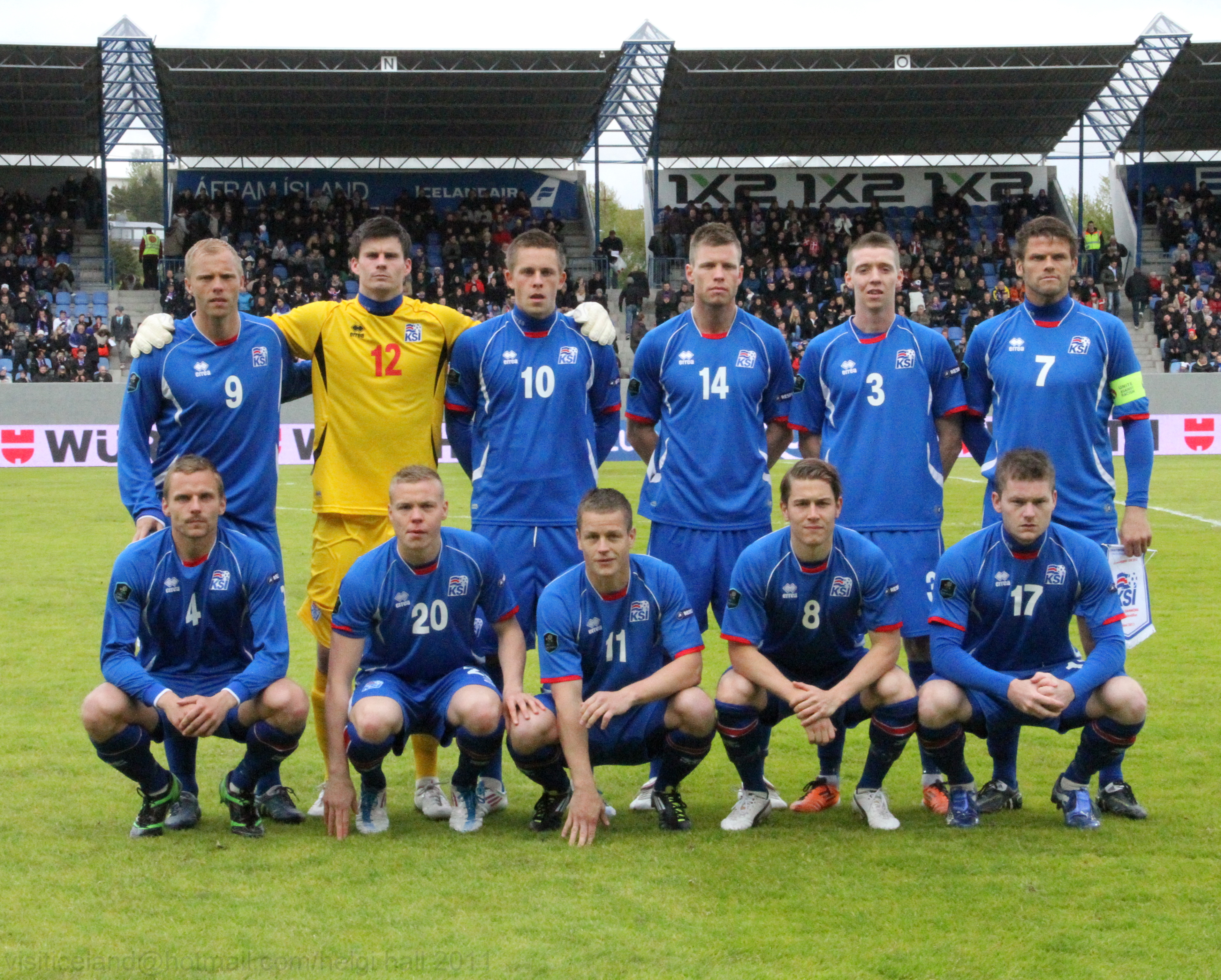
Una formazione islandese nel 2011

Prima del 2013, il risultato migliore in una competizione internazionale avvenne alle qualificazioni per l'europeo del 2004, quando la nazionale, guidata da Ásgeir Sigurvinsson, sfiorò per un punto il secondo posto nel girone preliminare: questo piazzamento avrebbe condotto la squadra ai play-off per la fase finale.
Il 18 agosto 2004 l'Islanda batté in amichevole per 2-0 l'Italia in occasione dell'esordio del commissario tecnico azzurro Marcello Lippi (che nel 2006 portò gli italiani a vincere la Coppa del Mondo). Fu una partita da record anche perché allo stadio Laugardalsvöllur di Reykjavík accorsero 20.034 spettatori, mai così tanti per una partita in Islanda. Le due squadre si ritrovarono il 30 marzo 2005, sempre in un test amichevole, che stavolta terminò senza reti.

### Le prime qualificazioni europee e mondiali (2014-2018)
Sovvertendo i pronostici, l'Islanda arrivò a giocarsi la qualificazione per il campionato del mondo 2014 nello spareggio contro la Croazia. Dopo un pari senza reti all'andata, soltanto la sconfitta per 2-0 nel ritorno impedisce l'accesso alla fase finale. I progressi degli ultimi anni vengono confermati durante la fase eliminatoria del campionato d'Europa 2016, in cui l'Olanda viene battuta per 2-0 nell'andata, e poi 1-0 nella partita di ritorno: lo 0-0 finale contro il Kazakistan assicura all'Islanda una storica prima qualificazione a un evento di calcio internazionale. Nel girone F della fase finale i nordici rimangono imbattuti, pareggiando contro Portogallo e Ungheria e poi battendo l'Austria accedendo così agli ottavi al secondo posto dietro all'Ungheria e davanti al Portogallo (che si qualifica come migliore terza). Negli ottavi, accade l'inaspettata eliminazione dell'Inghilterra, decisamente più quotata ma battuta per 2-1 per gli islandesi; nei quarti, l'Islanda viene battuta dai padroni di casa della Francia con un sonoro 5-2.

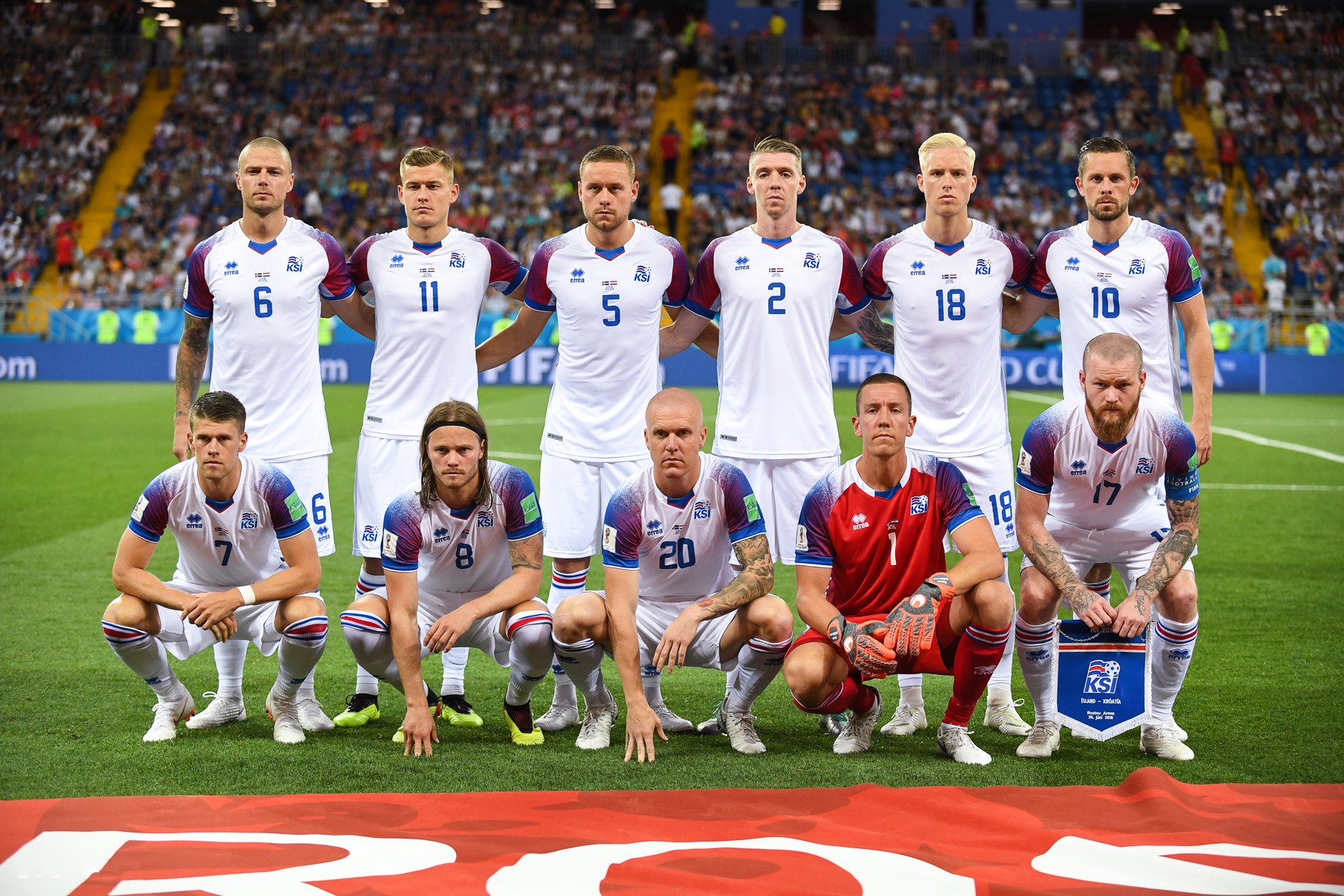
Una formazione islandese al

Un anno più tardi, l'Islanda si qualifica per la prima volta anche al campionato mondiale, quello di Russia 2018, vincendo a sorpresa il girone I davanti alla Croazia. Questo risultato rende la nazionale islandese la selezione dello stato più piccolo in termini di abitanti a essersi qualificata per un mondiale, con i suoi 334 000 abitanti, e più in generale l'unico paese con meno di un milione di abitanti ad aver disputato una fase finale di Coppa del mondo. Dopo un buon pari (1-1) all'esordio a Russia 2018 contro la quotata Argentina di Lionel Messi, che si fa parare un rigore dall'estremo difensore avversario, l'Islanda perde per 2-0 contro la Nigeria (match in cui fallisce un rigore nel finale di gara) e viene sconfitta per 2-1 anche dalla Croazia, terminando così il mondiale all'ultimo posto del girone, con un solo punto in tre partite.

### La crisi (dal 2018)
Terminata l'esperienza al mondiale russo, l'Islanda viene affidata al commissario tecnico svedese Erik Hamrén e partecipa alla nuova competizione europea, la UEFA Nations League 2018-2019, dove, grazie agli ottimi risultati dell'ultimo biennio, è inserita in un girone di Lega A insieme a Svizzera e Belgio. Con quattro sconfitte i nordici retrocedono nella Lega B, ma vengono poi riammessi in Lega A per allargamento dei quadri. Nelle qualificazioni al campionato europeo 2020 l'Islanda si piazza terza nel girone dietro a Francia e Turchia, così, pur non riuscendo a ottenere l'accesso diretto alla fase finale del torneo, si qualifica agli spareggi della Lega A. Dopo aver vinto 2-1 contro la Romania, viene sconfitta in finale dall'Ungheria in modo rocambolesco, subendo due gol nei minuti finali di partita e soccombendo con il medesimo risultato della partita con i rumeni (1-2); i magiari accedono così alla fase a gironi ed eliminano gli islandesi. 
Nella UEFA Nations League 2020-2021 l'Islanda subisce ben 6 sconfitte in 6 partite, piazzandosi ultima nel girone vinto agevolmente dal Belgio, segnando solo 3 gol e subendone 17 (peggiore difesa della competizione). Hamrén lascia la panchina della squadra alla fine del 2020 e viene rimpiazzato da Arnar Viðarsson, ma la crisi di risultati prosegue nelle qualificazioni al campionato del mondo 2022, nelle quali la nazionale islandese si piazza penultima nel proprio girone, con 2 vittorie, 3 pareggi e 5 sconfitte.
Nella UEFA Nations League 2022-2023 l'Islanda si piazza seconda nel girone di Lega B vinto da Israele, con 4 pareggi in 4 partite. Le qualificazioni al campionato d'Europa 2024 vedono l'Islanda subire ben 3 sconfitte nelle prime 4 partite. Viðarsson lascia ben presto il posto al c.t. norvegese Åge Hareide, che conduce la squadra al quarto posto nel girone, con un bilancio di 3 vittorie, un pareggio e 6 sconfitte. Malgrado il deludente piazzamento, gli islandesi ottengono un posto negli spareggi per l'accesso a Germania 2024 a scapito della Norvegia per una migliore differenza reti, sfruttando un posto libero in quanto squadra con il migliore ranking UEFA tra le altre nazionali della Lega B. Negli spareggi l'Islanda batte Israele per 4-1 in semifinale con tripletta di Albert Guðmundsson, ma poi in finale, pur trovandosi in vantaggio alla fine del primo tempo, perde per 1-2 contro l'Ucraina, rimanendo fuori dalla fase finale dell'europeo.
Nella UEFA Nations League 2024-2025 gli islandesi ottengono due vittorie e un pareggio e subiscono tre sconfitte nel girone di Lega C, in cui si piazzano al terzo posto. Agli spareggi, contro il Kosovo, perdono per 2-1 in trasferta e per 1-3 in casa e retrocedono così in Lega C.

## Impianti e strutture

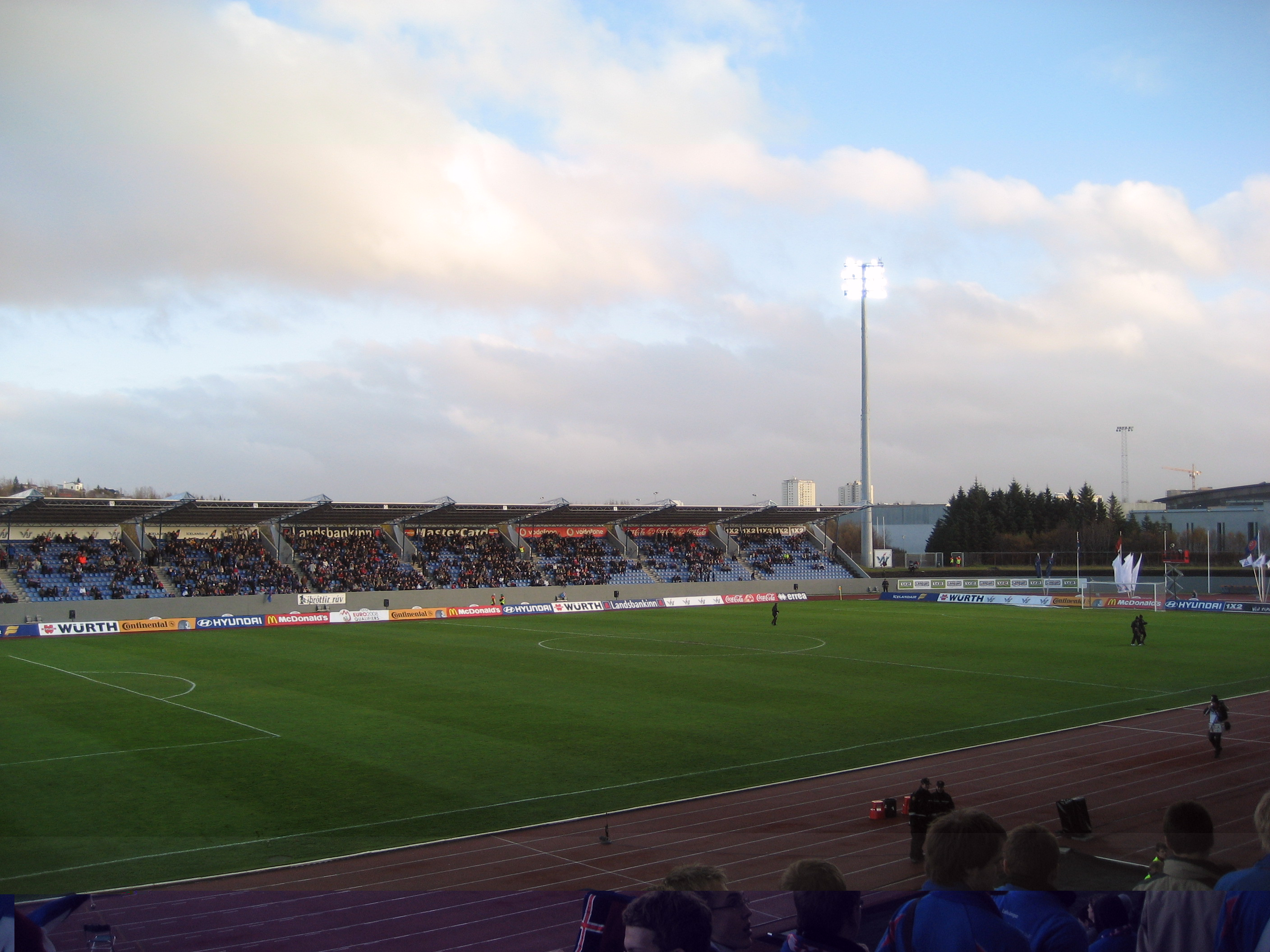
Il Laugardalsvöllur, stadio di casa della nazionale islandese

La nazionale islandese disputa i propri incontri casalinghi nello stadio Laugardalsvöllur di Reykjavík, impianto casalingo anche del Fram, club della capitale. L'impianto originariamente era di modeste dimensioni, con una sola tribuna costruita nel 1958. Soltanto nel 1997 fu aggiunta un'altra tribuna opposta, prima della ristrutturazione complessiva avvenuta nel 2006 a seguito degli impegni del governo islandese di valorizzare il calcio, che ha portato l'impianto ad avere circa 9.800 posti a sedere, con una capienza massima di 15.000 calcolando anche quelli in piedi.
Paradossalmente la partita che ha visto più spettatori è stata l'amichevole disputata tra Islanda ed Italia nel 2004 quando lo stadio aveva ancora soltanto le due tribune, con un'affluenza di 20.204 spettatori, molti dei quali in piedi.

## Colori e simboli

### Colori

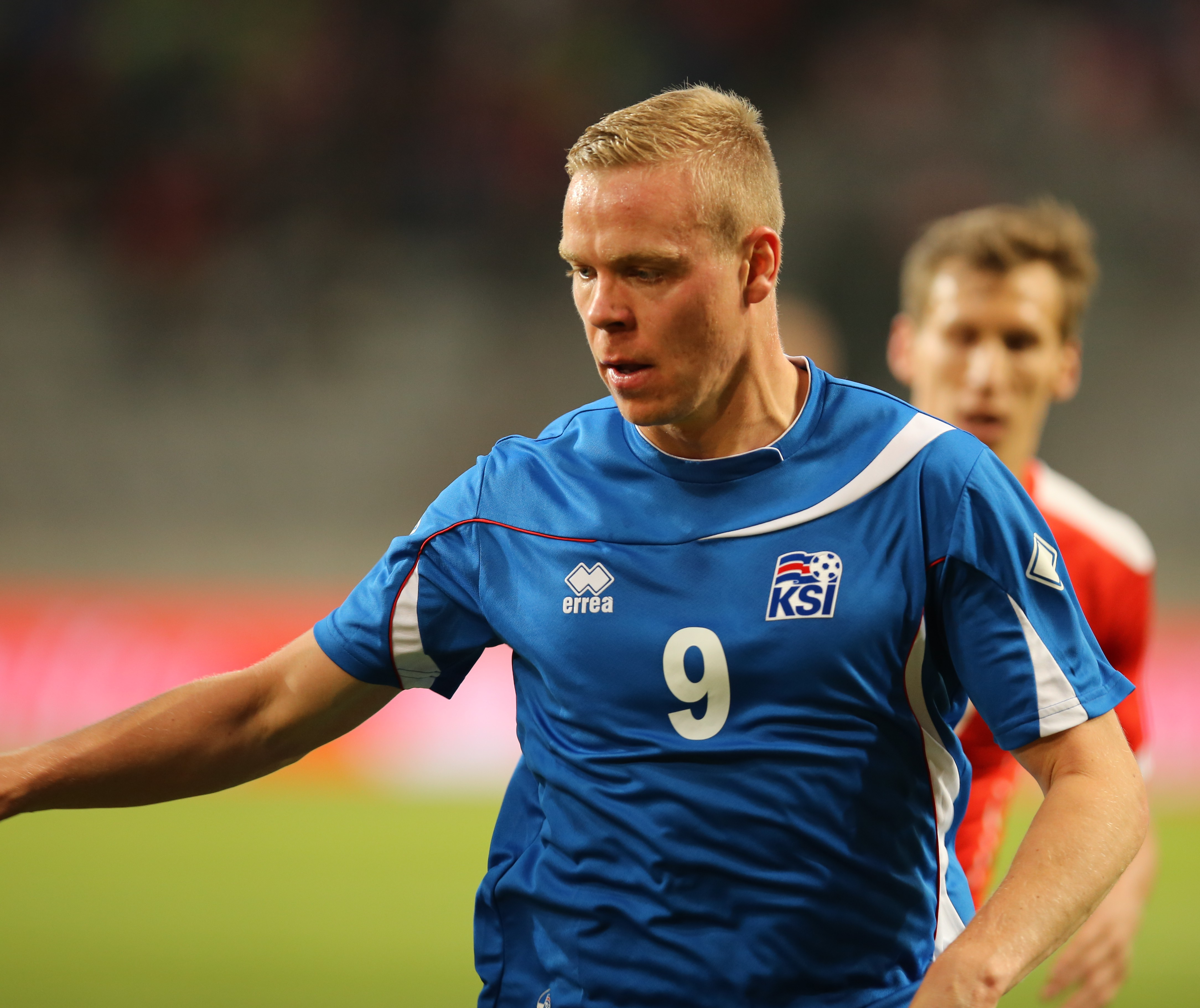
Kolbeinn Sigþórsson nel 2014 con la tipica maglia casalinga (blu) dell'Islanda

L'Islanda scende tradizionalmente in campo con una divisa ove il colore dominante è l'azzurro. Col passare del tempo sono entrate in uso quali tinte complementari anche il bianco ed il rosso, così da richiamare i colori della bandiera nazionale.
Tra le divise più iconiche vi sono quelle sfoggiate ad Euro 2016 e al mondiale 2018, entrambe prodotte dall'italiana Erreà: la prima composta da un kit blu con una fascia rossa bordata di bianco verticale sul lato, che sfuma con un gioco di pallini nei pressi dello stemma della federazione, la seconda ugualmente blu con maniche raglan adornate da un motivo sfumato nei tre colori della bandiera nazionale; idealmente esse evocavano i geyser, peculiare fenomeno geologico islandese. Complice la contestuale crescita del livello della squadra, si è verificato un aumento esponenziale di richieste del materiale di merchandising, obbligando ad aumentare la produzione delle divise onde soddisfare le richieste degli acquirenti..
Le divise da trasferta sono generalmente a colori invertiti rispetto alle casalinghe, pertanto su di esse domina il bianco; le terze divise, laddove previste dai contratti di sponsorizzazione, hanno visto l'adozione di soluzioni con il rosso o il nero quali tinte dominanti.

### Sponsor
| Periodo   | Fornitore |
| --------- | --------- |
| 1947-1975 | Adidas    |
| 1975-1976 | Umbro     |
| 1976-1991 | Adidas    |
| 1992-1996 | ABM       |
| 1996-2002 | Reusch    |
| 2002-2020 | Erreà     |
| 2020-     | Puma      |

### Simboli ufficiali
Nei primi decenni di attività, la nazionale di calcio islandese ha adottato quale simbolo la bandiera nazionale, applicandondola talora (con pochi orpelli) sul torso delle casacche da gioco. Nel 1973 fece la sua comparsa sui pantaloncini da gioco l'acronimo federale KSÍ, mentre tre anni dopo il logo della federazione (poi ridisegnato nel 1997) fu ricamato sul petto delle maglie.
Nel 2020 la federcalcio islandese ha attuato un completo rebranding, adottando due identificativi per la parte istituzionale e la parte sportiva. La nazionale si è quindi dotata di un proprio logo, sotto forma di un complesso di linee spezzate che formano la rappresentazione stilizzata dei Landvættir, gli "spiriti" (toro, drago, aquila e gigante) che secondo la mitologia norrena proteggerebbero le quattro regioni storiche islandesi (Vopnafjörður, Eyjafjörður, Reykjanes, Breiðafjörður).

Logo federale, in uso per la nazionale dal 1997 al 2020

## Partecipazioni ai tornei internazionali
Legenda: Grassetto: Risultato migliore, Corsivo: Mancate partecipazioni

## Statistiche dettagliate sui tornei internazionali

### Mondiali
| Anno | Luogo                    | Piazzamento     | V | N | P | Gol |
| ---- | ------------------------ | --------------- | - | - | - | --- |
| 1950 | Brasile                  | Non qualificata | - | - | - | -   |
| 1954 | Svizzera                 | Non qualificata | - | - | - | -   |
| 1958 | Svezia                   | Non qualificata | - | - | - | -   |
| 1962 | Cile                     | Non qualificata | - | - | - | -   |
| 1966 | Inghilterra              | Non qualificata | - | - | - | -   |
| 1970 | Messico                  | Non qualificata | - | - | - | -   |
| 1974 | Germania Ovest           | Non qualificata | - | - | - | -   |
| 1978 | Argentina                | Non qualificata | - | - | - | -   |
| 1982 | Spagna                   | Non qualificata | - | - | - | -   |
| 1986 | Messico                  | Non qualificata | - | - | - | -   |
| 1990 | Italia                   | Non qualificata | - | - | - | -   |
| 1994 | Stati Uniti              | Non qualificata | - | - | - | -   |
| 1998 | Francia                  | Non qualificata | - | - | - | -   |
| 2002 | Corea del Sud / Giappone | Non qualificata | - | - | - | -   |
| 2006 | Germania                 | Non qualificata | - | - | - | -   |
| 2010 | Sudafrica                | Non qualificata | - | - | - | -   |
| 2014 | Brasile                  | Non qualificata | - | - | - | -   |
| 2018 | Russia                   | Primo turno     | 0 | 1 | 2 | 2:5 |
| 2022 | Qatar                    | Non qualificata | - | - | - | -   |

### Europei
| Anno | Luogo                | Piazzamento      | V | N | P | Gol |
| ---- | -------------------- | ---------------- | - | - | - | --- |
| 1960 | Francia              | Non qualificata  | - | - | - | -   |
| 1964 | Spagna               | Non qualificata  | - | - | - | -   |
| 1968 | Italia               | Non qualificata  | - | - | - | -   |
| 1972 | Belgio               | Non qualificata  | - | - | - | -   |
| 1976 | Jugoslavia           | Non qualificata  | - | - | - | -   |
| 1980 | Italia               | Non qualificata  | - | - | - | -   |
| 1984 | Francia              | Non qualificata  | - | - | - | -   |
| 1988 | Germania Ovest       | Non qualificata  | - | - | - | -   |
| 1992 | Svezia               | Non qualificata  | - | - | - | -   |
| 1996 | Inghilterra          | Non qualificata  | - | - | - | -   |
| 2000 | Belgio / Paesi Bassi | Non qualificata  | - | - | - | -   |
| 2004 | Portogallo           | Non qualificata  | - | - | - | -   |
| 2008 | Austria / Svizzera   | Non qualificata  | - | - | - | -   |
| 2012 | Polonia / Ucraina    | Non qualificata  | - | - | - | -   |
| 2016 | Francia              | Quarti di finale | 2 | 2 | 1 | 8:9 |
| 2020 | Europa               | Non qualificata  | - | - | - | -   |
| 2024 | Germania             | Non qualificata  | - | - | - | -   |

### FIFA Confederations Cup
| Anno | Luogo                    | Piazzamento     | V | N | P | Gol |
| ---- | ------------------------ | --------------- | - | - | - | --- |
| 1992 | Arabia Saudita           | Non qualificata | - | - | - | -   |
| 1995 | Arabia Saudita           | Non qualificata | - | - | - | -   |
| 1997 | Arabia Saudita           | Non qualificata | - | - | - | -   |
| 1999 | Messico                  | Non qualificata | - | - | - | -   |
| 2001 | Corea del Sud / Giappone | Non qualificata | - | - | - | -   |
| 2003 | Francia                  | Non qualificata | - | - | - | -   |
| 2005 | Germania                 | Non qualificata | - | - | - | -   |
| 2009 | Sudafrica                | Non qualificata | - | - | - | -   |
| 2013 | Brasile                  | Non qualificata | - | - | - | -   |
| 2017 | Russia                   | Non qualificata | - | - | - | -   |

### UEFA Nations League
| Anno      | Luogo       | Piazzamento   | V | N | P | Gol   |
| --------- | ----------- | ------------- | - | - | - | ----- |
| 2018-2019 | Portogallo  | 12º in Lega A | 0 | 0 | 3 | 1:11  |
| 2020-2021 | Italia      | 16° in Lega A | 0 | 0 | 6 | 3:17  |
| 2022-2023 | Paesi Bassi | 7° in Lega B  | 0 | 4 | 0 | 6:6   |
| 2024-2025 | Germania    | 11° in Lega B | 2 | 1 | 3 | 10:13 |

### Olimpiadi
| Anno | Luogo  | Piazzamento      | V | N | P | Gol |
| ---- | ------ | ---------------- | - | - | - | --- |
| 1948 | Londra | Non partecipante | - | - | - | -   |

## Tutte le rose

### Mondiali
Coppa del Mondo FIFA 20181 Halldórsson, 2 Sævarsson, 3 Friðjónsson, 4 A. Guðmundsson, 5 Ingason, 6 R. Sigurðsson, 7 J. B. Guðmundsson, 8 Bjarnason, 9 Sigurðarson, 10 G. Sigurðsson, 11 Finnbogason, 12 Schram, 13 Rúnarsson, 14 Árnason, 15 Eyjólfsson, 16 Ó. I. Skúlason, 17 Gunnarsson, 18 Magnússon, 19 Gíslason, 20 Hallfreðsson, 21 Traustason, 22 Böðvarsson, 23 A. F. Skúlason, CT: Hallgrímsson

### Europei
Campionato d'Europa UEFA 20161 Halldórsson, 2 Sævarsson, 3 Hauksson, 4 Hermannsson, 5 Ingason, 6 R. Sigurðsson, 7 Guðmundsson, 8 B. Bjarnason, 9 Sigþórsson, 10 G. Sigurðsson, 11 Finnbogason, 12 Kristinsson, 13 Jónsson, 14 Árnason, 15 Böðvarsson, 16 Sigurjónsson, 17 Gunnarsson, 18 T. Bjarnason, 19 Magnússon, 20 Hallfreðsson, 21 Traustason, 22 Guðjohnsen, 23 Skúlason, CT: Lagerbäck e Hallgrímsson

## Rosa attuale
Lista dei giocatori convocati per le gare di play-off di UEFA Nations League 2024-2025 del 20 e 23 marzo 2025.
Presenze e reti aggiornate al termine delle due gare.
|  | P | Hákon Rafn Valdimarsson     | 13 ottobre 2001   | 19  | 0  | Brentford          |  |  |
|  | P | Elías Rafn Ólafsson         | 11 marzo 2000     | 6   | 0  | Midtjylland        |  |  |
|  | P | Lúkas Petersson             | 9 gennaio 2004    | 0   | 0  | Hoffenheim         |  |  |
|  |   |                             |                   |     |    |                    |  |  |
|  | D | Sverrir Ingi Ingason        | 5 agosto 1993     | 57  | 3  | Panathīnaïkos      |  |  |
|  | D | Victor Pálsson              | 30 aprile 1991    | 48  | 2  | Plymouth           |  |  |
|  | D | Valgeir Lunddal Friðriksson | 24 settembre 2001 | 16  | 0  | Fortuna Düsseldorf |  |  |
|  | D | Logi Tómasson               | 13 settembre 2000 | 9   | 1  | Strømsgodset       |  |  |
|  |   |                             |                   |     |    |                    |  |  |
|  | C | Aron Gunnarsson             | 22 aprile 1989    | 106 | 5  | Al-Gharafa         |  |  |
|  | C | Jóhann Berg Guðmundsson     | 27 ottobre 1990   | 99  | 8  | Al-Orobah          |  |  |
|  | C | Arnór Ingvi Traustason      | 30 aprile 1993    | 65  | 6  | IFK Norrköping     |  |  |
|  | C | Ísak Bergmann Jóhannesson   | 23 marzo 2003     | 33  | 4  | Fortuna Düsseldorf |  |  |
|  | C | Stefán Teitur Þórðarson     | 16 ottobre 1998   | 28  | 1  | Preston N.E.       |  |  |
|  | C | Hákon Arnar Haraldsson      | 10 aprile 2003    | 20  | 3  | Lilla              |  |  |
|  | C | Mikael Egill Ellertsson     | 11 marzo 2002     | 20  | 1  | Venezia            |  |  |
|  | C | Þórir Jóhann Helgason       | 28 settembre 2000 | 18  | 2  | Lecce              |  |  |
|  | C | Júlíus Magnússon            | 28 giugno 1998    | 5   | 0  | Elfsborg           |  |  |
|  | C | Kristian Hlynsson           | 23 gennaio 2004   | 3   | 0  | Sparta Rotterdam   |  |  |
|  |   |                             |                   |     |    |                    |  |  |
|  | A | Jón Dagur Þorsteinsson      | 26 novembre 1998  | 44  | 6  | Hertha Berlino     |  |  |
|  | A | Albert Guðmundsson          | 15 giugno 1997    | 39  | 10 | Fiorentina         |  |  |
|  | A | Andri Guðjohnsen            | 25 gennaio 2002   | 32  | 8  | Gent               |  |  |
|  | A | Orri Óskarsson              | 29 agosto 2004    | 16  | 7  | Real Sociedad      |  |  |
|  | A | Willum Þór Willumsson       | 23 ottobre 1998   | 16  | 0  | Birmingham City    |  |  |
|  | A | Bjarki Steinn Bjarkason     | 11 maggio 2000    | 4   | 0  | Venezia            |  |  |

## Staff tecnico
- Commissario Tecnico: [[File:Template:Naz/N|class=noviewer|Template:Naz/N (bandiera)|20x16px]] carica vacante
- Vice-Allenatore:  Eiður Guðjohnsen
- Preparatore dei portieri:  Gudmundur Hreidarsson
- Fisioterapista:  Friðrik Ellert Jónsson
- Fisioterapista:  Pétur Örn Gunnarsson
- Preparatore atletico:  Sebastian Boxleitner
- Medico sociale: ?

## Record individuali
Dati aggiornati al 23 marzo 2025.

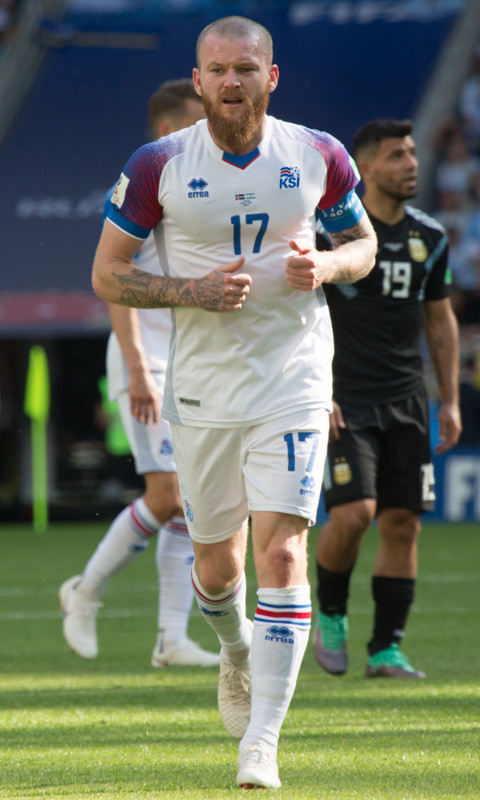
Aron Gunnarsson, attuale capitano dell'Islanda

- In grassetto i giocatori ancora in attività con la maglia della nazionale

### Record di presenze
| Pos. | Nome                    | Presenze | Reti | Periodo   |
| ---- | ----------------------- | -------- | ---- | --------- |
| 1    | Birkir Bjarnason        | 113      | 15   | 2010-2022 |
| 2    | Aron Einar Gunnarsson   | 106      | 5    | 2008-     |
| 3    | Rúnar Kristinsson       | 104      | 3    | 1987-2004 |
| 4    | Birkir Már Sævarsson    | 103      | 3    | 2007-2021 |
| 5    | Jóhann Berg Guðmundsson | 99       | 8    | 2007-     |
| 6    | Ragnar Sigurðsson       | 97       | 5    | 2007-2020 |
| 7    | Kári Árnason            | 90       | 6    | 2005-2021 |
| 8    | Hermann Hreiðarsson     | 89       | 5    | 1996-2011 |
| 9    | Eiður Guðjohnsen        | 88       | 26   | 1996-2016 |
| 10   | Ari Freyr Skúlason      | 83       | 1    | 2009-2021 |
| 10   | Gylfi Sigurðsson        | 83       | 27   | 2010-     |

### Record di reti
| Pos. | Nome                | Reti | Presenze | Periodo   | Media |
| ---- | ------------------- | ---- | -------- | --------- | ----- |
| 1    | Gylfi Sigurðsson    | 27   | 83       | 2010-     | 0.32  |
| 2    | Kolbeinn Sigþórsson | 26   | 64       | 2010-2021 | 0.47  |
| 2    | Eiður Guðjohnsen    | 26   | 88       | 1996-2016 | 0.30  |
| 4    | Alfreð Finnbogason  | 18   | 73       | 2010-     | 0.24  |
| 5    | Ríkharður Jónsson   | 17   | 33       | 1947-1965 | 0.52  |
| 6    | Birkir Bjarnason    | 15   | 113      | 2010-2022 | 0.15  |
| 7    | Ríkharður Daðason   | 14   | 44       | 1991-2004 | 0.32  |
| 7    | Arnór Guðjohnsen    | 14   | 73       | 1979-1997 | 0.19  |
| 9    | Þórður Guðjónsson   | 13   | 58       | 1993-2004 | 0.22  |
| 10   | Tryggvi Guðmundsson | 12   | 42       | 1997-2008 | 0.29  |
| 10   | Heiðar Helguson     | 12   | 55       | 1999-2011 | 0.22  |

## Commissari tecnici
I primi quattro allenatori furono alla guida della Nazionale per una sola partita.
| - Frederick Steele & Murdo McDougall (1946) - Roland Bergström (1947) - Joe Devene (1948) - Fritz Buchloh (1949) - Óli B Jónsson (1951, 1958 e 1960) - Franz Köhler (1953) - Karl Guðmundsson (1954-1956, 1959, 1961, 1963-1966) - Alexander Wier (1957) - Ríkharður Jónsson (1962 e 1969-1971) - Reynir Karlsson (1967) - Walter Pfeiffer (1968) - Duncan McDowell (1972) - Eggert Jóhannesson (1972) - Henning Enoksen (1973) |  | - Tony Knapp (1974-1977 e 1984-1985) - Jurí Ilitchev (1978-1979) - Guðni Kjartansson (1980-1981 e 1989) - Jóhannes Atlason (1982-1983) - Sigfried Held (1986-1989) - Bo Johansson (1990-1991) - Ásgeir Elíasson (1991-1995) - Logi Ólafsson (1996-1997) - Guðjón Þórðarson (1997-1999) - Atli Eðvaldsson (2000-2003) - Ásgeir Sigurvinsson & Logi Ólafsson (2003-2005) - Eyjólfur Sverrisson (2005-2007) - Ólafur Jóhannesson (2007-2011) - Lars Lagerbäck (2012-2016) - Heimir Hallgrímsson (2014-2018) - Erik Hamrén (2018-2020) - Arnar Viðarsson (2020-2023) - Åge Hareide (2023-2024) - Arnar Gunnlaugsson (2025-) |

## Confronti con altre Nazionali
Tra gli avversari nazionali contro cui sono stati disputati almeno 10 incontri, l'Islanda presenta i seguenti saldi:

### Saldo positivo
| Nazionale     | Giocate | Vinte | Nulle | Perse | Reti fatte | Reti subite | Differenza | Ultima vittoria  | Ultimo pari      | Ultima sconfitta |
| ------------- | ------- | ----- | ----- | ----- | ---------- | ----------- | ---------- | ---------------- | ---------------- | ---------------- |
| Fær Øer       | 17      | 16    | 0     | 1     | 39         | 9           | +30        | 4 giugno 2021    | –                | 22 marzo 2009    |
| Malta         | 15      | 11    | 1     | 3     | 33         | 10          | +23        | 15 novembre 2016 | 9 ottobre 2004   | 4 febbraio 2008  |
| Turchia       | 13      | 8     | 3     | 3     | 24         | 14          | +10        | 11 giugno 2019   | 14 novembre 2019 | 9 settembre 2024 |
| Liechtenstein | 11      | 8     | 2     | 1     | 35         | 6           | +29        | 16 ottobre 2023  | 11 agosto 2010   | 17 ottobre 2007  |

### Saldo negativo
| Nazionale    | Giocate | Vinte | Nulle | Perse | Reti fatte | Reti subite | Differenza | Ultima vittoria   | Ultimo pari       | Ultima sconfitta |
| ------------ | ------- | ----- | ----- | ----- | ---------- | ----------- | ---------- | ----------------- | ----------------- | ---------------- |
| Norvegia     | 34      | 8     | 6     | 20    | 35         | 64          | –29        | 7 settembre 2012  | 15 ottobre 2013   | 2 giugno 2018    |
| Danimarca    | 23      | 0     | 3     | 20    | 12         | 73          | –61        | –                 | 4 settembre 1991  | 15 novembre 2020 |
| Svezia       | 17      | 2     | 3     | 12    | 18         | 39          | –21        | 16 agosto 2000    | 11 gennaio 2019   | 12 gennaio 2023  |
| Finlandia    | 14      | 4     | 3     | 7     | 15         | 21          | –6         | 6 ottobre 2016    | 26 marzo 2022     | 2 settembre 2017 |
| Belgio       | 13      | 0     | 0     | 13    | 8          | 44          | –36        | –                 | –                 | 14 ottobre 2020  |
| Paesi Bassi  | 13      | 2     | 1     | 10    | 5          | 33          | –28        | 3 settembre 2015  | 1º settembre 1982 | 10 giugno 2024   |
| Ungheria     | 12      | 3     | 1     | 8     | 12         | 24          | –12        | 11 giugno 1995    | 18 giugno 2016    | 12 novembre 2020 |
| Germania Est | 11      | 1     | 1     | 9     | 5          | 26          | –21        | 5 giugno 1975     | 12 ottobre 1974   | 6 settembre 1989 |
| Francia      | 15      | 0     | 4     | 11    | 12         | 42          | –30        | –                 | 11 ottobre 2018   | 11 ottobre 2019  |
| Spagna       | 10      | 1     | 2     | 7     | 6          | 15          | –9         | 25 settembre 1991 | 8 settembre 2007  | 29 marzo 2022    |